# Novopodilske, Sofiivka
Novopodilske (în ucraineană Новоподільське) este un sat în comuna Novovasîlivka din raionul Sofiivka, regiunea Dnipropetrovsk, Ucraina.

## Demografie
Componența lingvistică a localității Novopodilske
     Ucraineană (95,81%)
     Rusă (3,59%)
Conform recensământului din 2001, majoritatea populației localității Novopodilske era vorbitoare de ucraineană (95,81%), existând în minoritate și vorbitori de rusă (3,59%).